# Юсі
26°10′21″ пн. ш. 118°11′05″ сх. д. / 26.17254° пн. ш. 118.18485° сх. д.
Юсі (кит. 尤溪县, пін. Yóuxī Xiàn) — один із повітів КНР у складі префектури Саньмін, провінція Фуцзянь. Адміністративний центр — містечко Ченгуань.

## Географія
Юсі у середньому розташовується на висоті близько 133 метрів над рівнем моря, лежить на однойменній притоці Міньцзян на північ від гір Дайюньшань.

### Клімат
Повіт знаходиться у зоні, котра характеризується вологим субтропічним кліматом. Найтепліший місяць — липень із середньою температурою 28,8 °C. Найхолодніший місяць — січень, із середньою температурою 11,2 °С.
| Клімат повіту Юсі                                  | Клімат повіту Юсі | Клімат повіту Юсі | Клімат повіту Юсі | Клімат повіту Юсі | Клімат повіту Юсі | Клімат повіту Юсі | Клімат повіту Юсі | Клімат повіту Юсі | Клімат повіту Юсі | Клімат повіту Юсі | Клімат повіту Юсі | Клімат повіту Юсі | Клімат повіту Юсі |
| Показник                                           | Січ.              | Лют.              | Бер.              | Квіт.             | Трав.             | Черв.             | Лип.              | Серп.             | Вер.              | Жовт.             | Лист.             | Груд.             | Рік               |
| Середній максимум, °C                              | 16,4              | 17,8              | 20,7              | 25,5              | 28,8              | 32                | 35                | 34,1              | 31,3              | 27,1              | 22,9              | 18,3              | 25,8              |
| Середня температура, °C                            | 11,2              | 12,3              | 14,9              | 19,5              | 23,2              | 26,6              | 28,8              | 28,1              | 26                | 21,7              | 17,7              | 13                | 20,3              |
| Середній мінімум, °C                               | 7,8               | 8,7               | 11                | 15,2              | 19,4              | 22,9              | 24,5              | 24,3              | 22,3              | 17,8              | 14,1              | 9,4               | 16,5              |
| Норма опадів, мм                                   | 55                | 77.2              | 122.2             | 143.9             | 218               | 243.2             | 179.3             | 211.1             | 128.8             | 55.3              | 48.7              | 43.3              | 1526              |
| Вологість повітря, %                               | 76                | 77                | 77                | 76                | 79                | 81                | 77                | 79                | 78                | 75                | 77                | 76                | 77                |
| -------------------------------------------------- | ----------------- | ----------------- | ----------------- | ----------------- | ----------------- | ----------------- | ----------------- | ----------------- | ----------------- | ----------------- | ----------------- | ----------------- | ----------------- |
| Джерело: Дані метеостанції №58932 (КНР, 1991-2020) |                   |                   |                   |                   |                   |                   |                   |                   |                   |                   |                   |                   |                   |